# Jérémy Candy
Jérémy Candy (4 de septiembre de 1990) es un deportista francés que compite en piragüismo en la modalidad de maratón.
Ganó cinco medallas en el Campeonato Mundial de Piragüismo en Maratón entre los años 2019 y 2024, y siete medallas en el Campeonato Europeo de Piragüismo en Maratón entre los años 2019 y 2024.

## Palmarés internacional
| \| Campeonato Mundial \| Campeonato Mundial \| Campeonato Mundial \| Campeonato Mundial \| \| Año \| Lugar \| Medalla \| Competición \| \| ------------------ \| ------------------------ \| ------------------ \| ------------------ \| \| 2019 \| Shaoxing (China) \| Medalla de oro \| K2 \| \| 2019 \| Shaoxing (China) \| Medalla de plata \| K1 (DC) \| \| 2021 \| Pitești (Rumania) \| Medalla de oro \| K2 \| \| 2023 \| Vejen (Dinamarca) \| Medalla de plata \| K2 \| \| 2024 \| Metković (Croacia) \| Medalla de plata \| K2 \| \| Campeonato Europeo \| \| \| \| \| Año \| Lugar \| Medalla \| Competición \| \| 2019 \| Decize (Francia) \| Medalla de oro \| K2 \| \| 2019 \| Decize (Francia) \| Medalla de plata \| K1 (DC) \| \| 2021 \| Moscú (Rusia) \| Medalla de oro \| K2 \| \| 2022 \| Silkeborg (Dinamarca) \| Medalla de plata \| K2 \| \| 2023 \| Slavonski Brod (Croacia) \| Medalla de oro \| K2 \| \| 2024 \| Poznań (Polonia) \| Medalla de plata \| K1 \| \| 2024 \| Poznań (Polonia) \| Medalla de plata \| K2 \| |                          |                  |             |
| Campeonato Mundial |                          |                  |             |
| Año | Lugar                    | Medalla          | Competición |
| 2019 | Shaoxing (China)         | Medalla de oro   | K2          |
| 2019 | Shaoxing (China)         | Medalla de plata | K1 (DC)     |
| 2021 | Pitești (Rumania)        | Medalla de oro   | K2          |
| 2023 | Vejen (Dinamarca)        | Medalla de plata | K2          |
| 2024 | Metković (Croacia)       | Medalla de plata | K2          |
| Campeonato Europeo |                          |                  |             |
| Año | Lugar                    | Medalla          | Competición |
| 2019 | Decize (Francia)         | Medalla de oro   | K2          |
| 2019 | Decize (Francia)         | Medalla de plata | K1 (DC)     |
| 2021 | Moscú (Rusia)            | Medalla de oro   | K2          |
| 2022 | Silkeborg (Dinamarca)    | Medalla de plata | K2          |
| 2023 | Slavonski Brod (Croacia) | Medalla de oro   | K2          |
| 2024 | Poznań (Polonia)         | Medalla de plata | K1          |
| 2024 | Poznań (Polonia)         | Medalla de plata | K2          |